# 소하동
소하동(所下洞)은 경기도 광명시의 동이다. 행정동 소하동은 1동, 2동으로 되어 있다.

## 역사
- 삼국시대 잉벌노현
- 통일신라시대 곡양현
- 고려시대 금주현
- 조선초기 경기도 금천현 서면
- 조선말기 경기도 시흥현 서면 소하리(설월리), 가리대리
- 1914년 경기도 시흥군 서면 소하리
- 1979년 경기도 시흥군 소하읍 소하리
- 1980년 서울통화권 편입
- 1981년 경기도 광명시 소하동 (행정동 소하1~2동 설치)
- 2021년 11월 29일 소하2동에서 행정동 일직동 분리 신설

## 개요
소하1동은 총면적 3.9km2로 광명시 전체의 10%를 차지하는 면적을 가지고 있다. 인구는 소하택지개발과 신촌주거환경개선사업의 완료로 2011년 2월 현재 3만 명이 넘는 거대동이 되었다. 소하1동은 광명시의 동남쪽에 위치하여 서울특별시 금천구 시흥동, 독산동과 경계를 이루고 있으며, 동쪽으로는 안양천이 흐르고 서북쪽으로는 구름산이 있어서 자연과 더불어 살 수 있는 환경이 잘 갖추어져 있는 도농복합도시지역이다.
소하2동 주민센터는 1914년 당시 시흥군 서면이었던 곳이 1979년 소하읍을 거쳐 1981년 광명시 승격과 함께 개소하여 현재에 이르고 있다. 면적은 3.9km2로 시 전체의 10%를 점하고 있으며, 인구는 1만1천여세대에 시 전체의 9.1%인 3만 2천여명이 거주하고 있다. 도농 복합지역으로 단독, 다세대, 아파트 및 노후주택 등이 혼재하고 있어 매우 다양한 행정수요가 발생하고 있다. 2동에는 조선시대 선조 등 3대에 걸쳐 정승을 지낸 이원익 선생을 기념하기 위해 2001년 5월 개관한 오리 이원익 기념관을 비롯하여 충현서원, 무의공 이순신묘 등이 소재하고 있어 정신문화의 중심지이기도 하며 특히 이원익 초상은 보물 1435호로 지정되어 있다.
기아자동차의 소하동 공장이 설립될 당시는 광명시가 독립하기 이전으로 시흥군 서면 소하리였는데, 지금도 소하동 공장의 공식 명칭은 오토랜드 광명으로 개칭하기 전까지 "소하리공장"으로 되어 있었다.

## 변천
소하동은 조선 전기에는 금천현 서면 지역이었고, 조선 후기에는 시흥군 서면 소하리·가리대리였다가, 1914년 시흥군 서면 소하리로 바뀌었다. 1964년 소하1리~4리로 개편되었고, 1979년 소하읍 소하 1∼3리로 바뀌었다. 1981년 7월 1일 소하동으로 바뀌면서 일직3리를 편입하였다. 법정동인 이 동은 행정동인 소하1·2동으로 나뉘어 있다.
2021년 11월 29일에는 소하2동 산하의 법정동이었던 일직동이 분리되어, 행정동 일직동으로 독립했다.

## 법정동
- 소하동

## 교육
- 구름산초등학교
- 광명서면초등학교
- 소하초등학교
- 충현초등학교
- 소하중학교
- 안서중학교
- 충현중학교
- 창의경영고등학교
- 충현고등학교
- 운산고등학교
- 광휘고등학교
- 소하고등학교

## 아파트
- 소하휴먼시아
  - 1단지[3] - 2009년 12월 입주 / 제일건설㈜
  - 2단지 - 2010년 6월 입주 / 범양건영
  - 3단지 - 2009년 12월 입주 / 대동이엔씨㈜
  - 4단지[3] - 2009년 6월 입주 / LIG한보건설㈜
  - 5단지 - 2009년 12월 입주 / 신창건설㈜
  - 6단지[3] - 2009년 6월 입주 / ㈜한양
  - 7단지 - 2010년 3월 입주 / 경남기업
- 신촌휴먼시아
  - 1단지 - 2010년 10월 입주 / ㈜케이씨씨건설
  - 2단지[3] - 2010년 2월 입주 / 삼환까뮤㈜
- 광명역세권 휴먼시아
  - 1단지[3] - 2010년 12월 입주 / 남해종합개발
  - 2단지[3] - 2010년 12월 입주 / 남해종합개발
  - 3단지 - 2011년 2월 입주 / 동원시스템즈㈜, 용광산업개발㈜
  - 4단지 - 2010년 11월 입주 / 동성건설㈜, 계룡건설산업
  - 5단지 - 2011년 2월 입주 / 진흥기업

## 교통
- 강남순환로